# Manel Cruz
Manel Cruz, nome artístico de Manuel Gomes Coelho Pinho da Cruz (São João da Madeira, 16 de outubro de 1974), é um vocalista, guitarrista e letrista português.
Actualmente é membro dos grupos rock Pluto e Supernada, e possui também um projecto a solo designado Foge Foge Bandido. Contudo, é mais conhecido pela sua carreira nos extintos Ornatos Violeta, na qual ganhou notoriedade e reconhecimento.

## Biografia
Nascido a 16 de Outubro de 1974 na cidade de São João da Madeira, mas natural de Vale de Cambra, Manuel Gomes Coelho Pinho da Cruz é o terceiro de três filhos da união de Adão Cruz e Manuela Coelho. Marta e Marcos são o nome dos irmãos, tendo a irmã inspirado a composição do tema "Marta", lado B de "Ouvi Dizer".
Manuel Cruz, ou Manel como gosta que lhe chamem, sempre teve, desde muito novo, aptidão para as artes e frequentou a Escola Secundária Artística Especializada de Soares dos Reis, onde conheceu grande parte dos colegas dos Ornatos Violeta. A sua primeira paixão foi a banda desenhada e durante os seus primeiros 18 anos de vida dedicou-lhe muito do seu tempo, chegando até a fazer algumas exposições, sendo que a música só apareceu depois desse tempo surgindo como um refúgio a uma certa pressão de várias pessoas em relação ao seu jeito para a arte plástica. A par da música, trabalha também, como ilustrador e pintor.

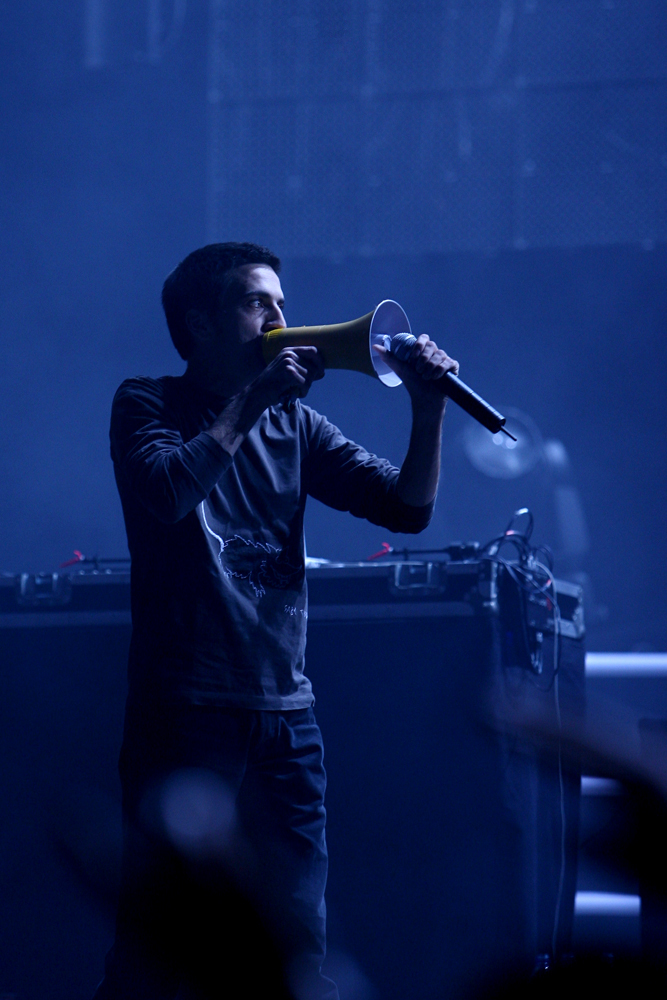
No concerto dos Da Weasel (Novembro de 2007)

### Ornatos Violeta
O seu percurso musical iniciou-se nos Ornatos Violeta, a sua primeira banda, em 1991, como vocalista, compositor e letrista onde permaneceu durante cerca de 11 anos. Manel Cruz nunca teve qualquer tipo de formação musical ou de canto, achava as aulas demasiado chatas. Mas não foi isso que o impediu de compor e dar voz a tantas e tantas músicas. Sendo que os 11 anos enquanto “ornato” o ajudaram a evoluir em vários sentidos, notando-se isso mesmo na música que fez e continua a fazer.
Em 2000, Manel Cruz, foi galardoado pelo Jornal Blitz com o prémio de “Melhor Voz Masculina”, ao mesmo tempo que os Ornatos Violeta arrecadavam os outros três prémios para os quais tinham sido nomeados tornando-se nos grandes vencedores da noite.
Em 2002, e para grande tristeza de muitos dos fãs de Ornatos Violeta, foi anunciado o seu fim. Desta maneira, Manel Cruz, continuou o seu percurso como músico ingressando em duas bandas em simultâneo: os Pluto e os SuperNada, na mesma semana desenharam-se os esboços do que faria continuar a carreira musical do cantor.
Em 2006, a Objecto Cardíaco editou o livro «As Letras como Poesia», que reúne um conjunto de ensaios sobre as letras dos Ornatos Violeta. Este livro foi reeditado em 2009 pela Afrontamento.
Em 2011 foi lançada uma caixa com a reedição  dos álbuns "Cão" e "Monstro Precisa de Amigos" e edição de um terceiro CD, "Inéditos e Raridades", que incluía temas como "Dez Lamurias por Gole» (editado numa colectânea da revista Ritual de 1995), "Tempo de Nascer" (da colectânea "Tejo Beat" de 1998), "Circo de Feras" (do álbum de homenagem aos Xutos & Pontapés de 1999), "Marta" (lado B de "Ouvi Dizer"). Incluía ainda os inéditos "Como Afundar", "Há-de Encarnar", "Devagar", "Rio de Raiva" e "Pára-me Agora". Os quatro primeiros temas foram recuperados das gravações "O Monstro Precisa de Amigos", enquanto "Pára-me Agora" foi gravado para um terceiro álbum de originais que são chegou a ser gravado.

### Pluto
Depois do fim dos Ornatos Violeta, Manel Cruz funda a banda Pluto a par com o ex-Ornato Peixe, Eduardo e Ruka que editam o álbum Bom dia no ano de 2004.

### Foge, Foge Bandido
A 1 de Junho de 2008, Cruz lançou o primeiro álbum do seu projecto a solo Foge Foge Bandido, iniciado cerca de 10 anos antes, intitulado O Amor Dá-me Tesão/Não Fui Eu Que Estraguei.
Manel Cruz é reconhecido como um excelente letrista, tendo sido convidado pela banda Clã a escrever uma música. Escreveu a música "Doença do Bem" e acabou por escrever uma segunda música "Amigos de Quem". Esta última, cantou ao vivo com a banda, tendo sido incluída no seu disco "Vivo".

### Manel Cruz
Em 5 de Abril de 2019 edita o primeira o álbum que assina em nome próprio, com o título "Vida Nova".

## Estilo vocal e lírico
Em termos da natureza do seu desempenho vocal nos Ornatos e Pluto, Cruz é caracterizado por um estilo acentuadamente melódico e variante em tom, de acordo com a natureza das bandas e dentro de cada, dos temas, e em termos líricos, distingue-se pelo uso frequente de vaga imagética, ao se centrar essencialmente no amor, e em si próprio.

## Discografia

### Ornatos Violeta
- 1997 - Cão!, com os Ornatos Violeta [4]
- 1999 - O Monstro Precisa de Amigos, com os Ornatos Violeta [5]
- 2011 - Inéditos e Raridades, com os Ornatos Violeta [6]
- 2004 - Bom Dia, com a banda Pluto [7]
- 2008 - O Amor Dá-me Tesão/Não Fui Eu Que Estraguei, com o projecto a solo Foge Foge Bandido [8]
- 2012 - Nada É Possível, com o grupo SuperNada [9]
- 2019 - Vida Nova, projecto a solo em nome próprio [10]

### Participações
- "Eu Não Quero Mais"  do álbum "Cabeça Coração" (2019) do brasileiro Igor de Carvalho
- "Casa" do álbum "Re-Definições" de Da Weasel [11]
- "Nunca Parto Inteiramente" do álbum "Assobio da Cobra" de Manuel Paulo
- "Quando Eu Imagino" do EP de Insert Coin
- "Amigos de Quem" ao Vivo com os Clã
- "A Lenda da Irresponsabilidade do Poeta" no álbum com o mesmo nome da banda Superego [11]
- Música de "Quando eu Morrer" curta-metragem de ficção escrita e realizada por Luís Vieira Campos
- Música de "Dia de Visita" curta-metragem de ficção escrita e realizada por Luís Vieira Campos
- Âncora, do álbum "Coraçãozinho de Satã" de Stray[12]
- "Lenço enxuto" do álbum "Grande medo do pequeno mundo" de Samuel Úria[11]
- "Alegremente cantando e rindo vamos" do álbum "Todos os dias fossem estes outros" de Nuno Prata[11]
- "Simplesmente é isso" do álbum "Nuno Prata" de Nuno Prata[11]
- "Concreto Abstracto" no álbum "Alvorada da Alma" de Dealema
- Participação no super grupo intitulado "Ovo"
- "Desavindos", do álbum "Outras Histórias" de Deolinda

## Reconhecimento
A sua canção Capitão Romance, é uma das 150 canções, que constam na antologia, As Palavras das Canções, organizada por João Calixto, editada com o apoio da Sociedade Portuguesa de Autores. 